# Sid Going
Sidney Milton Going (Kawakawa, 19 agosto 1943 – Maromaku, 17 maggio 2024) è stato un rugbista a 15 e allenatore di rugby a 15 neozelandese, mediano di mischia, reputato tra i migliori interpreti del ruolo a livello internazionale. 86 volte All Black, 29 delle quali in test match, vestì anche la maglia dei New Zealand Māori e fu membro vitalizio della Northland Rugby Union, federazione regionale rugbistica del Northland.

## Biografia
Nato a Kawakawa, nella regione del Northland, Going crebbe in una famiglia mormone dedita all'agricoltura; a 18 anni esordì nella formazione provinciale del North Auckland (l'allora nome del Northland Rugby Union); dopo alcune fugaci apparizioni si recò in Canada per circa due anni per attività di volontariato e missionariato a servizio della Chiesa di Gesù Cristo dei santi degli ultimi giorni; tornato in Nuova Zelanda, rivestì la maglia del North Auckland fino al suo ritiro dall'attività agonistica, avvenuto nel 1979.
Nel 1966 fu provinato sia dalla Nazionale maggiore che dai NZ Māori; con questi ultimi scese in campo contro i British Lions; il 19 agosto 1967, giorno del suo 24º compleanno, esordì con la maglia degli All Blacks in un test match contro l'Australia a Wellington. Tra gli appuntamenti internazionali in cui Going si mise maggiormente in luce vi furono il primo test europeo contro la Francia a Colombes (prima meta internazionale per lui), il tour sudafricano del 1976 (quattro incontri in due mesi tra Durban, Bloemfontein, Città del Capo e Johannesburg) e soprattutto i tour del 1971 e del 1977 dei British Lions, contro i quali disputò complessivamente 6 incontri.
Dopo la fine della sua attività internazionale nel 1977 disputò ancora una stagione nel Northland Rugby Union. Tra le sue ultime apparizioni da giocatore vi fu anche un incontro in Italia, a Montebelluna, contro i Dogi, come capitano dei Cantabrians, di fatto una Nazionale neozelandese non ufficiale.
Ritenuto tra i migliori mediani di mischia nella storia del rugby internazionale, si mise in luce per uno stile non ortodosso: spesso criticato per il suo modo talora impreciso di aprire la palla per i tre quarti, si distinse tuttavia per la sua capacità di fare da cerniera tra questi ultimi e gli avanti, e per la sua imprevedibilità di soluzioni, spesso decisive e spettacolari.
Nel 1978, per il suo contributo al rugby, ricevette anche l'onorificenza di Membro dell'Ordine dell'Impero Britannico (MBE).
Fu anche allenatore delle selezioni scolastiche della Northland Rugby Union, della cui prima squadra divenne poi tecnico dal 1993 al 1996
Per i suoi meriti sportivi fu eletto membro a vita della Northland Rugby Union.

## Vita privata
Terminata l'attività agonistica si dedicò all'azienda agricola di famiglia. Prima di morire lasciò la conduzione dell'impresa familiare ai suoi due figli, dai quali ebbe sette nipoti.